# Mobula kuhlii
Mobula kuhlii — вид хрящевых рыб рода мобул семейства орляковых скатов отряда хвостоколообразных надотряда скатов. Эти скаты обитают в тропических водах Индийского океана и центрально-западной части Тихого океана. Встречаются в прибрежной зоне и не заходят в эпипелагические воды. Максимальная зарегистрированная ширина диска 120 см. Грудные плавники этих скатов срастаются с головой, образуя ромбовидный диск, ширина которого превосходит длину. Рыло массивное, плоское, передний край почти прямой с выемкой посередине. У основания хвоста расположен спинной плавник, шип на хвосте отсутствует. Окраска дорсальной поверхности диска коричневого или серого цвета. Позади глаз пролегает чёрно-коричневая узкая полоса.
Подобно прочим хвостоколообразным Mobula kuhlii размножаются яйцеживорождением. Эмбрионы развиваются в утробе матери, питаясь желтком и гистотрофом. Рацион состоит из планктона и мелких рыб. Эти скаты представляют незначительный интерес для коммерческого промысла,  попадаются в качестве прилова.

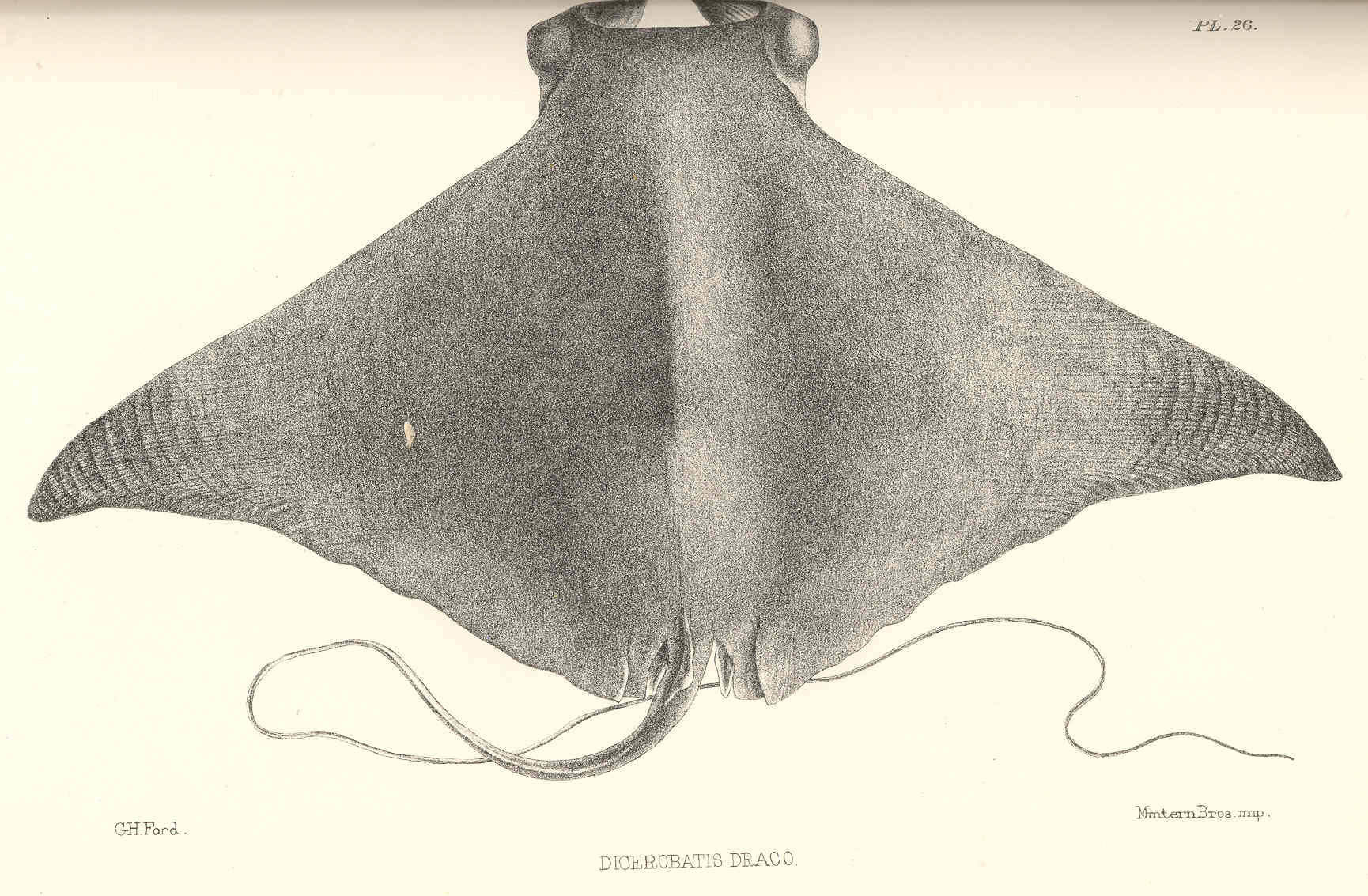
Старинная иллюстрация, с изображением Dicerobatis draco

## Таксономия
Впервые новый вид был научно описан в 1841 году как Cephaloptera kuhlii.   Он был назван в честь Генриха Куля, умершего в процесса сбора образцов флоры и фауны на Яве, чьи коллекции, рисунки и рукописи обеспечили материалами Мюллера, Генле и других натуралистов. Необходимы дальнейшие таксономические исследования. В литературе упоминаются формы мобул, обитающих в водах Индонезии, как с белой окантовкой спинного плавника, так и без неё.

## Ареал
Mobula kuhlii  обитают в тропических водах Индо-Тихоокеанской области у берегов Индии, Индонезии, Ирана, Кении, Малайзии, Омана, Филиппин, Сейшельских островов, Сомали, ЮАР, Шри-Ланки и Танзании. Они встречаются на мелководье и не заходят в эпипелагическую зону.

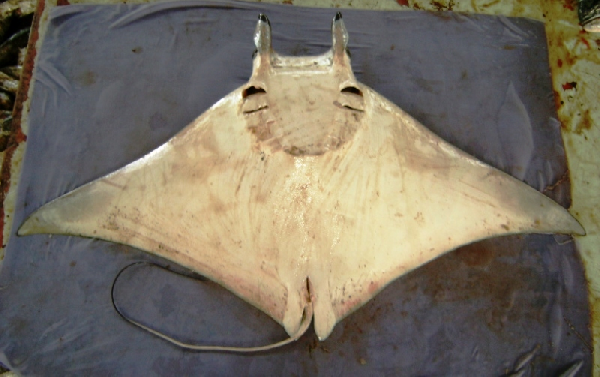
Вентральная поверхность

## Описание
Грудные плавники Mobula kuhlii, основание которых расположено позади глаз, срастаются с головой, образуя ромбовидный плоский диск, ширина которого превышает длину, края плавников имеют форму заострённых («крыльев»). Голова широкая и плоская, с расставленными по бокам глазами. Позади глаз под местом вхождения грудных плавников в туловище расположены крошечные полукруглые брызгальца. Передняя часть грудных плавников преобразована в так называемые головные плавники, длина которых от кончика до угла рта составляет менее 16 % ширины диска. У основания хвоста находится маленький спинной плавник. У многих особей он имеет белую окантовку. Шип у основания хвоста отсутствует. Кнутовидный хвост короче ширины диска. Основание хвоста имеет квадратное сечение. На вентральной поверхности диска имеются 5 пар жаберных щелей, рот и ноздри. Максимальная зарегистрированная ширина диска120 см. Окраска дорсальной поверхности диска тёмно-коричневого цвета или серого цвета, вентральная сторона белая. Белая область позади глаз отсутствует. Между глазами на дорсальной поверхности диска пролегает тёмная полоса. У некоторых особей кончик спинного плавника имеет белую окантовку.

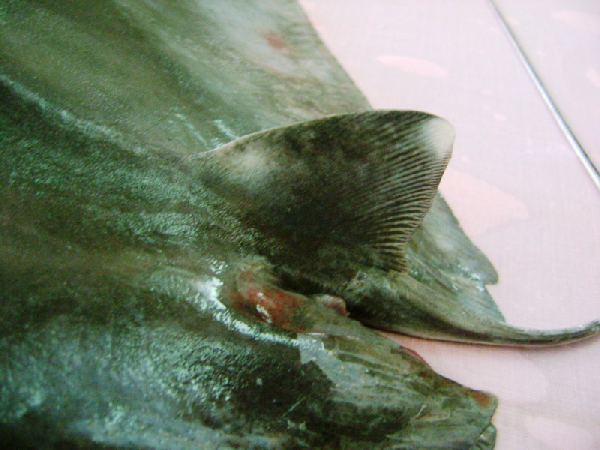
Шип у основания хвоста отсутствует

## Биология
Подобно прочим хвостоколообразным эти скаты относятся к яйцеживородящим рыбам. Эмбрионы развиваются в утробе матери, питаясь желтком и гистотрофом. У них очень медленный цикл воспроизводства. В помёте один новорождённый с диском шириной около 31 см. Самцы достигают половой зрелости при ширине диска 115—119 см. Рацион состоит из мелких рыб, головоногих и планктона. 

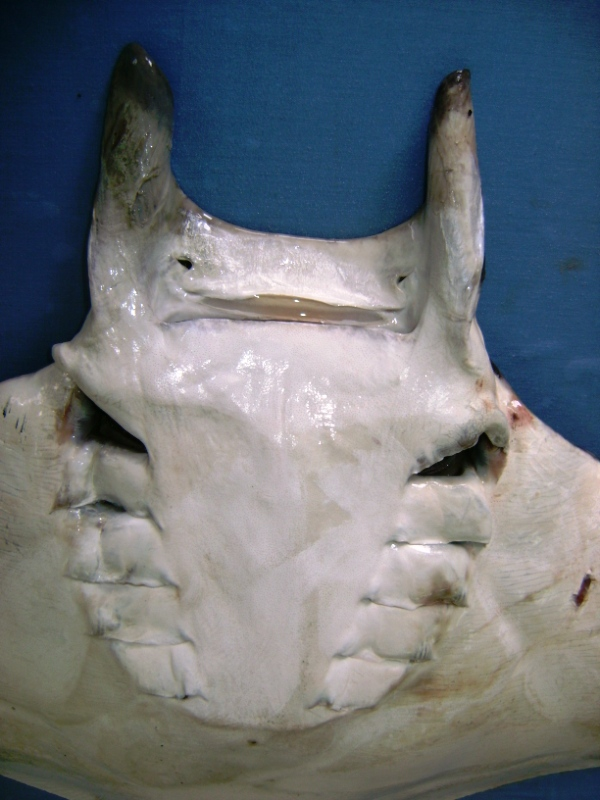
Головные плавники

На Mobula kuhlii паразитируют цестоды Crassuseptum pietrafacei и веслоногие рачки Caligus chrysophrysi, Entepherus laminipes, Eudactylina oliveri, Eudactylina vaquetillae, Kroyerina mobulae, Pupulina cliffi и Pupulina merira и Caligus elongatus.

## Взаимодействие с человеком
Mobula kuhlii представляют незначительный интерес для коммерческого промысла. Кроме того они попадаются в качестве прилова, особенно при добыче тунца. Их ловят с помощью поверхностных жаберных сетей, неводов и бьют гарпуном. Ценятся жаберные тычинки, мясо употребляют в пищу, используют также хрящи и шкуру. Данных для оценки Международным союзом охраны природы охранный статус  вида недостаточно.